# 3,4-Dihydroxyphenylessigsäure
3,4-Dihydroxyphenylessigsäure ist eine chemische Verbindung aus der Gruppe der substituierten Essigsäuren und ein Metabolit von Dopamin.

## Vorkommen
3,4-Dihydroxyphenylessigsäure wurde in Extrakten der Rinde des Blauen Eukalyptus nachgewiesen.

## Gewinnung und Darstellung
3,4-Dihydroxyphenylessigsäure kann durch elektrochemische Umwandlung von Phenylessigsäure hergestellt werden, wobei ein Gemisch von dihydroxylierten Phenylessigsäuren entsteht. Sie kann auch durch die Verbindung einer Biosynthese von 4-Hydroxyphenylessigsäure mit deren Hydroxylierung gewonnen werden.

## Eigenschaften
3,4-Dihydroxyphenylessigsäure ist ein weißes, kristallines Pulver. Es besitzt eine orthorhombische Kristallstruktur mit der Raumgruppe Pbca (Raumgruppen-Nr. 61).

## Verwendung
3,4-Dihydroxyphenylessigsäure wird als Biomarker verwendet, um die Aktivität des dopaminergen Systems zu beurteilen. Es ist ein potenter Inhibitor der Dopamin-Rückaufnahme und ein Agonist der D2-ähnlichen Dopamin-Rezeptoren.

## Externe Links zu erwähnten Verbindungen
1. ↑  Externe Identifikatoren von bzw. Datenbank-Links zu 4-Hydroxyphenylessigsäure:  CAS-Nr.: 156-38-7, EG-Nr.: 205-851-3, ECHA-InfoCard: 100.005.321, PubChem: 127, ChemSpider: 124, Wikidata: Q4637160.